# Dalem
Dalem (fràncic lorenès Dale) és un municipi francès situat al departament del Mosel·la i a la regió del Gran Est. L'any 2007 tenia 645 habitants.

## Demografia

### Població
El 2007 la població de fet de Dalem era de 645 persones. Hi havia 246 famílies, de les quals 52 eren unipersonals (20 homes vivint sols i 32 dones vivint soles), 83 parelles sense fills, 99 parelles amb fills i 12 famílies monoparentals amb fills.
La població ha evolucionat segons el següent gràfic:
Habitants censats

### Habitatges
El 2007 hi havia 278 habitatges, 265 eren l'habitatge principal de la família, 1 era una segona residència i 12 estaven desocupats. 244 eren cases i 34 eren apartaments. Dels 265 habitatges principals, 215 estaven ocupats pels seus propietaris, 45 estaven llogats i ocupats pels llogaters i 4 estaven cedits a títol gratuït; 1 tenia una cambra, 6 en tenien dues, 35 en tenien tres, 33 en tenien quatre i 190 en tenien cinc o més. 232 habitatges disposaven pel capbaix d'una plaça de pàrquing. A 90 habitatges hi havia un automòbil i a 149 n'hi havia dos o més.

### Piràmide de població
La piràmide de població per edats i sexe el 2009 era:
| Homes | Edats   | Dones |
| ----- | ------- | ----- |
| 0     | 95 o +  | 0     |
| 0     | 90 a 94 | 0     |
| 4     | 85 a 89 | 4     |
| 8     | 80 a 84 | 0     |
| 8     | 75 a 79 | 36    |
| 12    | 70 a 74 | 8     |
| 8     | 65 a 69 | 20    |
| 20    | 60 a 64 | 12    |
| 8     | 55 a 59 | 8     |
| 24    | 50 a 54 | 24    |
| 28    | 45 a 49 | 32    |
| 20    | 40 a 44 | 16    |
| 32    | 35 a 39 | 40    |
| 12    | 30 a 34 | 20    |
| 16    | 25 a 29 | 12    |
| 12    | 20 a 24 | 4     |
| 20    | 15 a 19 | 12    |
| 12    | 10 a 14 | 16    |
| 24    | 5 a 9   | 4     |
| 8     | 0 a 4   | 28    |

## Economia
El 2007 la població en edat de treballar era de 437 persones, 290 eren actives i 147 eren inactives. De les 290 persones actives 263 estaven ocupades (148 homes i 115 dones) i 27 estaven aturades (9 homes i 18 dones). De les 147 persones inactives 53 estaven jubilades, 49 estaven estudiant i 45 estaven classificades com a «altres inactius».

### Ingressos
El 2009 a Dalem hi havia 257 unitats fiscals que integraven 641 persones, la mediana anual d'ingressos fiscals per persona era de 19.731 €.

### Activitats econòmiques
Dels 7 establiments que hi havia el 2007, 1 era d'una empresa extractiva, 2 d'empreses alimentàries, 1 d'una empresa de construcció, 1 d'una empresa de comerç i reparació d'automòbils, 1 d'una empresa de transport i 1 d'una empresa d'informació i comunicació.
L'únic establiment comercial que hi havia el 2009 era una fleca.
L'any 2000 a Dalem hi havia 9 explotacions agrícoles.

## Equipaments sanitaris i escolars
El 2009 hi havia una escola elemental.

## Poblacions més properes
El següent diagrama mostra les poblacions més properes.